# Đội tuyển bóng rổ quốc gia Nouvelle-Calédonie
Đội tuyển bóng rổ quốc gia Nouvelle-Calédonie là đội tuyển đại diện cho Nouvelle-Calédonie ở những trận bóng rổ quốc tế, được điều hành bởi Région Fédérale de Nouvelle Calédonie de Basketball. (Liên đoàn bóng rổ Nouvelle-Calédonie)
Xét theo số huy chương tại Oceania Basketball Tournament, Nouvelle-Calédonie là đội tuyển bóng rổ thành công thứ hai ở châu Đại Dương chỉ sau Úc).

## Liên kết khác
- 2007 New Caledonia National Basketball Team information